# Společnost pro výživu
Společnost pro výživu (SPV) „sdružení odborníků a pracovníků všech oborů výživy  funkční od roku 1945“.

## Předmět činnosti SPV
- Studium, výzkum a shromažďování vědeckých i dalších poznatků o výživě, jejich vyhodnocování a zevšeobecňování.

- Propagace, popularizace a praktická aplikace zásad zdravé výživy u členů Společnosti, v řídící, výrobní a obchodní sféře, ve společném stravování, mezi odborníky i ve veřejnosti.

- Součinnost se státními samosprávnými orgány, vysokými a středními školami, výzkumnými ústavy, dalšími institucemi nebo společnostmi a jejich představiteli v rámci republiky i v zahraničí, které s obdobnými cíli jako Společnost působí v oblasti výživy obyvatelstva i v oblastech souvisejících.[1]

Společnost pro výživu vydává časopis Výživa a potraviny (s přílohou Zpravodaj pro školní stravování).